# Comes limitis Aegypti
Il Comes limitis Aegypti era il comandante di truppe di comitatensi di un settore del limes romano orientale, nella diocesi d'Egitto. Suo diretto superiore era al tempo della Notitia dignitatum (nel 400 circa), il magister militum praesentalis I.

## Elenco unità
Era a capo di ben 31 unità o distaccamenti di unità, come risulta dalla Notitia Dignitatum (Orien. XXVIII):
- Legio V Macadonica, Memfi; Legio XIII Gemina, Babilona; Legio III Diocletiana, Andro; Legio II Traiana, Parembole.
- Equites stablesiani, Pelusio; Equites Saraceni Thamudeni, Scenas Ueteranorum;
- Ala Theodosiana; Ala Arcadiana; Ala secunda Armeniorum, Oasi minore; Ala tertia Arabum, Thenenuthi; Ala octava Vandilorum, Nee; Ala septima Sarmatarum, Scenas Mandrorum; Ala prima Aegyptiorum, Selle; Ala veterana Gallorum, Rinocoruna; Ala prima Herculia, Scenas extra Gerasa; Ala quinta Raetorum, Scenas Veteranorum; Ala prima Tingitana, Thinunepis; Ala Apriana, Hipponos; Ala secunda Assyriorum, Sosteos; Ala quinta Praelectorum, Dionisiada; e dalla provincia Augustamnica, l'Ala secunda Ulpia Afrorum (Thaubasteos) e l’Ala secunda Aegyptiorum (Tacasiria).
- Cohors tertia Galatarum, Cefro; Cohors secunda Astarum, Busiris; e dalla provincia Augustamnica le seguenti coorte: Cohors prima sagittariorum, Naithu; Cohors prima Augusta Pannoniorum, Tohu; Cohors prima Epireorum, Castra Iudaeorum; Cohors quarta Iuthungorum, Affrodito; Cohors secunda Ituraeorum, Aiy; Cohors secunda Thracum, Muson; Cohors quarta Numidarum, Narmunthi.

### Fonti primarie
- Notitia Dignitatum, Orien. XXVIII.

### Fonti storiografiche moderne
- J.Rodríguez González, Historia de las legiones Romanas, Madrid, 2003.
- A.K.Goldsworthy, Storia completa dellesercito romano, Modena 2007. ISBN 978-88-7940-306-1
- Y.Le Bohec, Armi e guerrieri di Roma antica. Da Diocleziano alla caduta dell'impero, Roma 2008. ISBN 978-88-430-4677-5